# Rusko meso (1997.)
Rusko meso, hrvatski dugometražni film iz 1997. godine.